# The Acclaimed
The Acclaimed é uma dupla de wrestling profissional americana, formada por Max Caster e Anthony Bowens, que aparece na promoção americana All Elite Wrestling (AEW). Na AEW eles conquistaram por uma vez o AEW World Tag Team Championship. Eles também são frequentemente acompanhados pelo "Daddy Ass" Billy Gunn que serve como gerente da dupla.

## História

### Formação e várias rivalidades (2020-2022)
Caster e Bowens foram inicialmente apresentados individualmente na programação da AEW em 2020. Caster apareceu pela primeira vez no AEW Dark como um lutador solo, com Bowens sendo trazido um mês depois. A ideia de juntar os dois como uma dupla foi concebida por Tony Khan, que também os nomeou como The Acclaimed. A luta de estreia como equipe foi contra os Best Friends; de acordo com Bowens, Khan ofereceu-lhes contratos de tempo integral imediatamente após a luta, em um contrato de 5 anos. No especial Holiday Bash, o Acclaimed desafiou os Young Bucks pelo AEW World Tag Team Championship, mas não tiveram sucesso. Bowens expressou que inicialmente a reação dos fãs ao time foi mais negativa do que o esperado, o que o levou a declarar ironicamente que "todo mundo ama o Acclaimed" durante suas promos.
A The Acclaimed competiu em uma Battle Royal para determinar os desafiantes número 1 pelos AEW World Tag Team Championship em 3 de fevereiro de 2021, mas foram derrotados por Chris Jericho e MJF do The Inner Circle. Em 22 de abril de 2021, eles competiram novamente em uma lutas para determinar os desafiantes número um, desta vez uma luta four-way, onde foram derrotados pela SCU.
No episódio do Dark de 3 de agosto de 2021, ao fazer sua entrada, Caster fez rap sobre assuntos como os problemas de saúde mental da ginasta olímpica Simone Biles, o caso do lacrosse Duke, a validade do teste PCR COVID-19 e fez uma piada sexual sobre Julia Hart. Caster foi suspenso por dois meses sem remuneração pelo incidente, efetivamente colocando a equipe em um hiato. O proprietário da AEW, Tony Khan , chamou o rap de "terrível", disse que deveria ter sido editado fora do programa e anunciou que ele pessoalmente assumiria a edição do programa daqui para frente. Ele voltou à ação no Dark: Elevation em 1º de setembro. Depois que Caster voltou da suspensão, o Acclaimed desafiou os campeões Lucha Brothers pelos títulos no episódio de 10 de junho de 2021 do Rampage, mas não obtiveram sucesso.

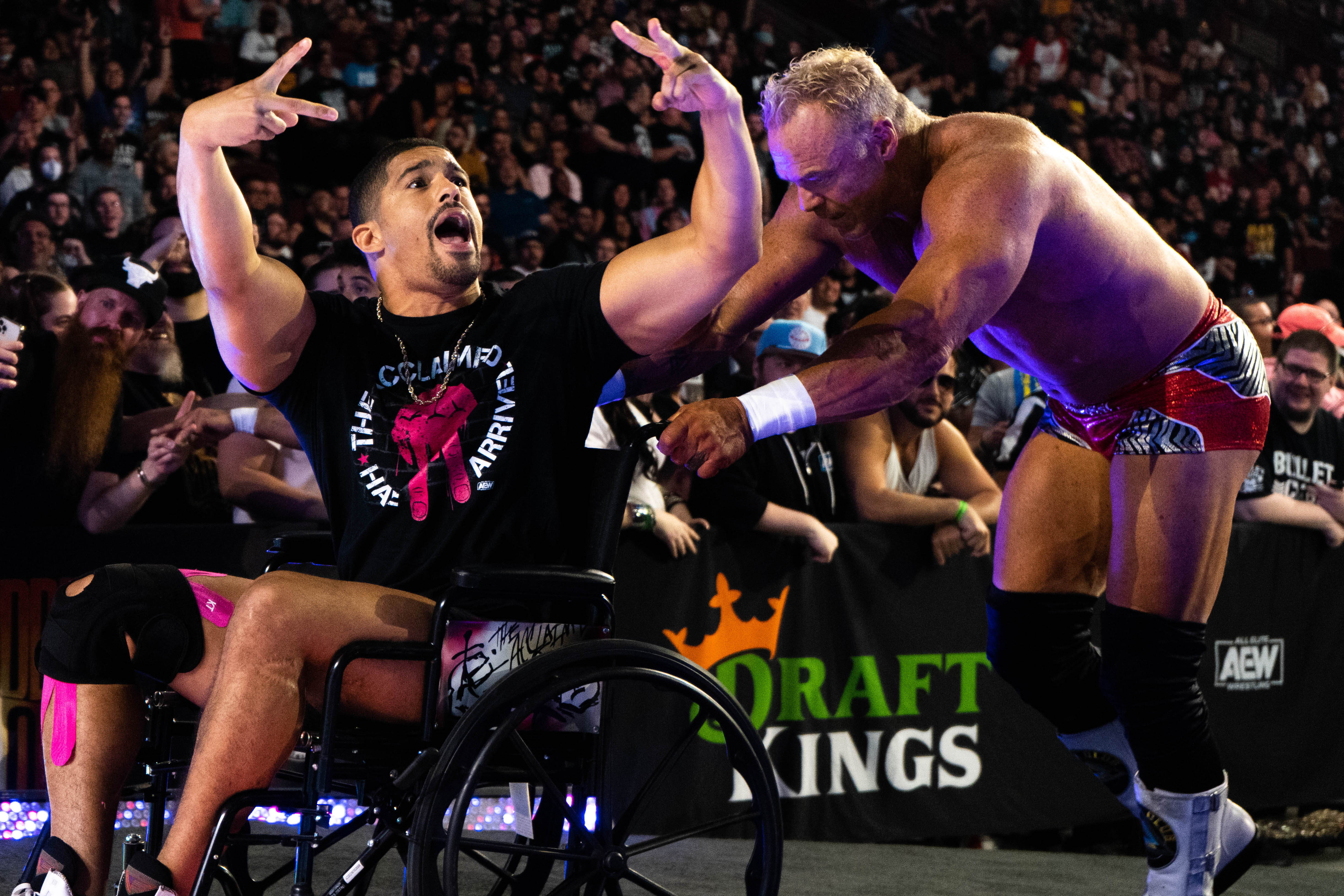
Bowens durante sua lesão junto de Billy Gunn

A partir de 2022, a Acclaimed se aliaria ao Gunn Club, Billy Gunn e seus filhos Austin e Colton. No Dark e Dark: Elevation, eles derrotariam a Dark Order e mais tarde a equipe de Lee Johnson, Brock Anderson, Lee Moriarty, e Matt Sydal. Embora ostensivamente aliados, os Acclaimed regularmente menosprezavam Austin e Colton, com Billy Gunn mostrando favor desigual em relação a Caster e Bowens. A Acclaimed competiu em uma battle royal de duplas para determinar os desafiantes aos títulos em 3 de março de 2022, embora tenham perdido para o sYoung Bucks. Mais tarde, eles desafiaram o Jurassic Express pelos títulos, mas não tiveram sucesso. Em maio de 2022, Bowens foi submetido a uma cirurgia no joelho, deixando-o de fora por vários meses. Durante esse tempo, Bowens ainda compareceu aos shows da AEW e realizou suas promos regulares, embora não lutasse e estivesse confinado a uma cadeira de rodas; Caster posteriormente se uniria cada vez mais aos Gunns. Bowens retornou aos ringue na edição Blood and Guts do Dynamite.
Sua aliança com os Gunns se desfez e se transformou em uma rivalidade em meados de 2022, levando a uma "Dumpster Match" em agosto de 2022, vencida pelos Acclaimed. Enquanto Billy Gunn foi inicialmente pego entre os dois grupos, ele seria atacado por seus filhos que se juntaram à The Firm , levando-o a se tornar o gerente dos Acclaimed.

### Campeões Mundiais de Duplas da AEW (2022-presente)
Na segunda metade de 2022, a Acclaimed entraria em uma rivalidade com os campeões duplas Swerve in our Glory (Swerve Strickland e Keith Lee). No All Out daquele ano, a Acclaimed os desafiou pelos títulos, embora Strickland e Lee tenham retido os títulos. A The Acclaimed novamente desafiou-os pelos títulos no episódio de 21 de setembro do Dynamite, vencendo a luta e o AEW World Tag Team Championship pela primeira vez. Nos meses seguintes, a equipe defenderia com sucesso os títulos contra Private Party e The Butcher and The Blade em uma luta triple threat, os Varsity Athletes (Tony Nese e Josh Woods), e uma revanche contra Swerve in Our Glory no Full Gear em novembro.
No início de 2023, a Acclaimed retomou sua rivalidade com Austin e Colton Gunn. No episódio de 8 de fevereiro de 2023 do Dynamite, os Gunns venceram com sucesso o Aclamado pelos títulos, encerrando seu reinado em 140 dias.

## Títulos e prêmios
- All Elite Wrestling
  - AEW World Tag Team Championship (1 vez)[29]
- Pro Wrestling Illustrated
  - A PWI colocou Caster na 171ª posição dos 500 melhores lutadores na PWI 500 em 2022[30]
  - A PWI colocou Bowens na 304ª posição dos 500 melhores lutadores na PWI 500 em 2021[31]
- Wrestling Observer Newsletter
  - Maior evolução (2022)[32][33]